# Bacon och kål

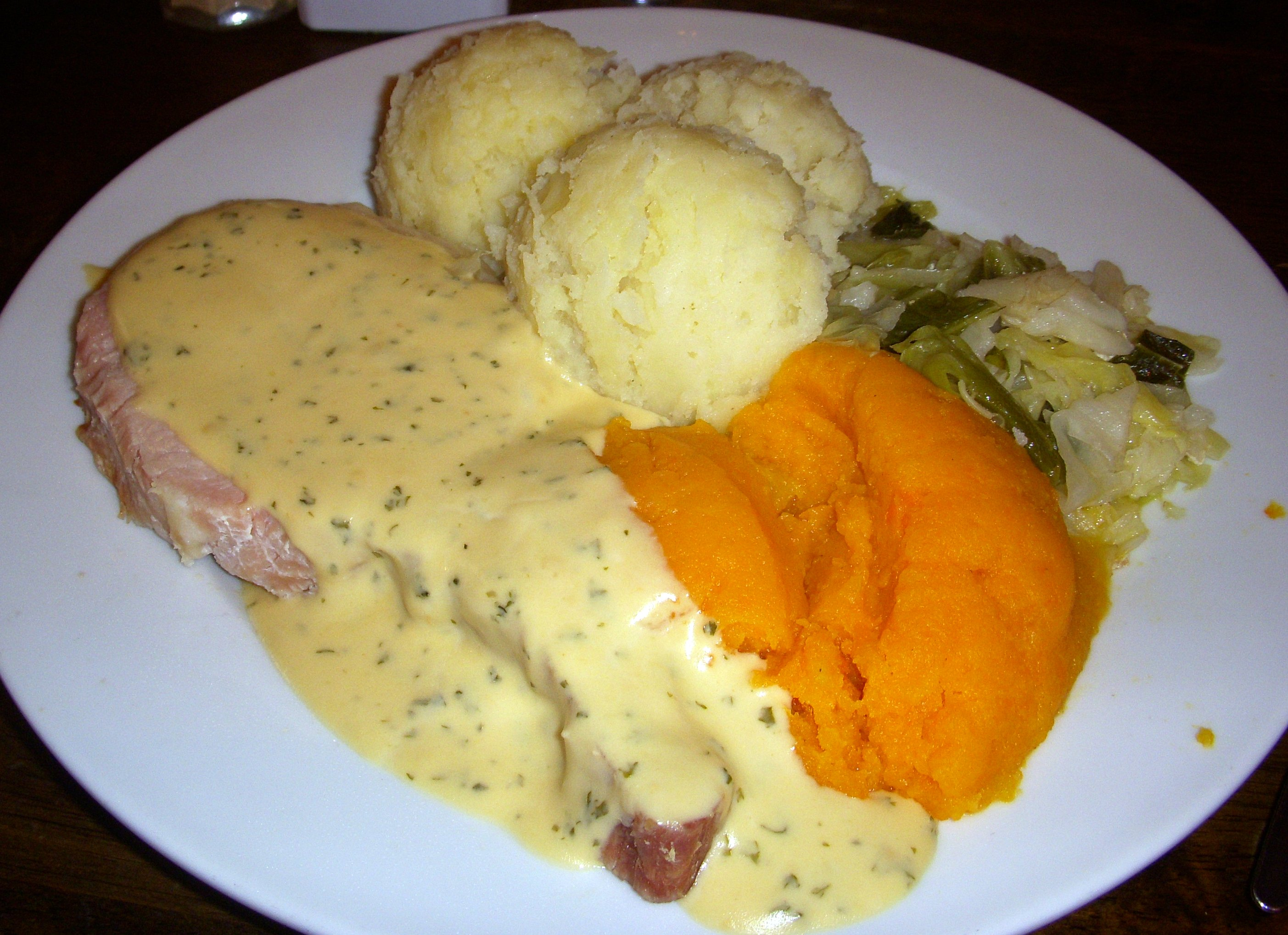
Bacon och kål serverat på en pub i Irland.

Bacon och kål är en traditionell maträtt som vanligen förknippas med Irland. Rätten består av fläsk som kokats tillsammans med kål och potatis. Traditionellt åt man rätten på Irland eftersom fläsk, kål och potatis var ingredienser som var nära till hands.